# Por buen camino
Por buen camino  es una película argentina en blanco y negro dirigida por Eduardo Morera sobre guion de Francisco Chiarello que se estrenó el 31 de octubre de 1935 y que tuvo como protagonistas a Olinda Bozán, Paquito Busto, José Gola y Blanca de Castejón.

## Sinopsis
Dos hermanos se enamoran de la misma muchacha.

## Reparto
Intervinieron los siguientes intérpretes:
- Olinda Bozán
- Paquito Busto
- José Gola
- Blanca de Castejón
- Marcos Caplán
- Anita Lang
- Armando de Vicente
- Oscar Villa

## Comentarios
El crítico Domingo Di Núbila comenta que en el filme, Gola y De Vicente hacen el rol de hermanos enamorados de la misma joven pero que la película está más volcada a las excentricidades del personaje de Olinda Bozán, las aportaciones musicales de Francisco Canaro entre las que se cuenta el tango El que a hierro mata interpretado por el cantor Roberto Maida y algunas notas deportivas, configurando un pasatiempo animado y simpático. Para Manrupe y Portela es una “película que con el pretexto de la historia de amor, exalta al deporte, acorde al momento previo a los Juegos Olímpicos de 1936”.